# Meidericher Spielverein Duisburg 2021-2022
Questa voce raccoglie le informazioni riguardanti il Meidericher Spielverein Duisburg nelle competizioni ufficiali della stagione 2021-2022.

## Stagione
Nella stagione 2021-2022 il Duisburg, allenato da Pavel Dočev, Uwe Schubert, Hagen Schmidt e Torsten Ziegner, concluse il campionato di 3. Liga al 15º posto. In Coppa Bassa Renania il Duisburg fu eliminato in semifinale dallo Straelen.

## Rosa
| N. |                     | Ruolo | Calciatore         |
| -- | ------------------- | ----- | ------------------ |
| 1  | Germania (bandiera) | P     | Leo Weinkauf       |
| 4  | Germania (bandiera) | D     | Dominic Volkmer    |
| 5  | Germania (bandiera) | D     | Leroy Kwadwo       |
| 6  | Germania (bandiera) | C     | Marvin Bakalorz    |
| 7  | Germania (bandiera) | C     | Kolja Pusch        |
| 9  | Germania (bandiera) | C     | Alaa Bakir         |
| 10 | Germania (bandiera) | A     | Moritz Stoppelkamp |
| 11 | Marocco (bandiera)  | A     | Aziz Bouhaddouz    |
| 13 | Germania (bandiera) | A     | Julian Hettwer     |
| 14 | Bulgaria (bandiera) | D     | Stefan Velkov      |
| 15 | Germania (bandiera) | D     | Tobias Fleckstein  |
| 16 | Germania (bandiera) | D     | Luca Nikolai       |
| 17 | Germania (bandiera) | C     | Marvin Knoll       |
| 18 | Germania (bandiera) | C     | Caspar Jander      |

| N. |                      | Ruolo | Calciatore        |
| -- | -------------------- | ----- | ----------------- |
| 19 | Germania (bandiera)  | A     | Chinedu Ekene     |
| 20 | Germania (bandiera)  | A     | Marvin Ajani      |
| 21 | Venezuela (bandiera) | D     | Rolf Feltscher    |
| 22 | Germania (bandiera)  | A     | Rudolf Ndualu     |
| 23 | Germania (bandiera)  | C     | Niclas Stierlin   |
| 24 | Germania (bandiera)  | P     | Maximilian Braune |
| 25 | Germania (bandiera)  | P     | Roman Schabbing   |
| 26 | Germania (bandiera)  | D     | Vincent Gembalies |
| 28 | Germania (bandiera)  | D     | Oliver Steurer    |
| 29 | Svizzera (bandiera)  | A     | Orhan Ademi       |
| 30 | Belgio (bandiera)    | P     | Jo Coppens        |
| 37 | Germania (bandiera)  | C     | Marlon Frey       |
| 39 | Germania (bandiera)  | A     | John Yeboah       |

## Organigramma societario
Area tecnica
- Allenatore: Torsten Ziegner
- Allenatore in seconda: Branimir Bajić, Michael Hiemisch, Philipp Klug
- Preparatore dei portieri: Sven Beuckert
- Preparatori atletici: Ruben Solis

## Calciomercato

### Sessione estiva
| Acquisti | Acquisti        | Acquisti             | Acquisti |
| R.       | Nome            | da                   | Modalità |
| -------- | --------------- | -------------------- | -------- |
| D        | Oliver Steurer  | Heidenheim           |          |
| A        | Marvin Ajani    | Wehen Wiesbaden      |          |
| C        | Marvin Bakalorz | Denizlispor          |          |
| C        | Alaa Bakir      | Borussia Dortmund II |          |
| P        | Jo Coppens      | Unterhaching         |          |
| A        | Chinedu Ekene   | Hoffenheim II        |          |
| D        | Rolf Feltscher  | Kickers Würzburg     |          |
| D        | Leroy Kwadwo    | Dinamo Dresda        |          |
| A        | Rudolf Ndualu   | TeBe Berlino         |          |
| C        | Kolja Pusch     | Uerdingen 05         |          |
| P        | Roman Schabbing | Duisburg U19         |          |
| C        | Niclas Stierlin | Unterhaching         |          |

| Cessioni | Cessioni                   | Cessioni         | Cessioni |
| R.       | Nome                       | a                | Modalità |
| -------- | -------------------------- | ---------------- | -------- |
| D        | Maximilian Sauer           | HB Køge          |          |
| P        | Steven Deana               | Servette         |          |
| C        | Ahmet Engin                | Kasımpaşa        |          |
| A        | Sinan Karweina             | Türkgücü         |          |
| C        | Connor Krempicki           | Magdeburgo       |          |
| A        | Federico Palacios-Martínez | Viktoria Colonia |          |
| D        | Arne Sicker                | Sandhausen       |          |
| A        | Vincent Vermeij            | Friburgo II      |          |

### Sessione invernale
| Acquisti | Acquisti     | Acquisti  | Acquisti |
| R.       | Nome         | da        | Modalità |
| -------- | ------------ | --------- | -------- |
| A        | John Yeboah  | Willem II |          |
| C        | Marvin Knoll | St. Pauli |          |

| Cessioni | Cessioni          | Cessioni          | Cessioni |
| R.       | Nome              | a                 | Modalità |
| -------- | ----------------- | ----------------- | -------- |
| C        | Darius Ghindovean | Preußen Münster   |          |
| D        | Dominik Schmidt   | Atlas Delmenhorst |          |

## Risultati

### 3. Liga

#### Girone di andata
| Arbitro: | Speckner |

|  |           |                        |
|  | Marcatori | 40’ (rig.) Stoppelkamp |

| Arbitro: | Kessel |

|                                            |           |  |
| Ademi 26’ Stoppelkamp 66’ (rig.) Pusch 68’ | Marcatori |  |

| Arbitro: | Exner |

|                                |           |  |
| Günther-Schmidt 27’ Gouras 35’ | Marcatori |  |

| Arbitro: | Schwengers |

|                        |           |           |
| Schuler 29’ Conteh 36’ | Marcatori | 90’ Ademi |

| Arbitro: | Benen |

|  |           |                       |
|  | Marcatori | 69’ Nilsson 83’ Thiel |

| Arbitro: | Oldhafer |

|                                       |           |           |
| Tigges 32’, 57’ Taz 51’ Bornemann 88’ | Marcatori | 28’ Ademi |

| Arbitro: | Bacher |

|                     |           |  |
| Steurer 5’ Frey 45’ | Marcatori |  |

| Arbitro: | Bokop |

|             |           |  |
| Vrenezi 81’ | Marcatori |  |

| Arbitro: | Müller |

|                                  |           |                            |
| Bretschneider 12’ Ademi 22’, 70’ | Marcatori | 79’ Kobylański 90’ Strompf |

| Arbitro: | Greif |

|                                       |           |                     |
| Handle 31’ Fritz 44’ Philipp 90’, 90’ | Marcatori | 86’ Ajani 90’ Ademi |

| Arbitro: | Bauer |

|  |           |            |
|  | Marcatori | 21’ Blacha |

| Arbitro: | Gerach |

|                                        |           |                     |
| Gómez 44’ (rig.) Baumann 87’ Voigt 90’ | Marcatori | 29’ Ajani 46’ Ademi |

| Arbitro: | Oldhafer |

|                       |           |            |
| Wunderlich 82’ (aut.) | Marcatori | 44’ Tomiak |

| Arbitro: | Speckner |

|                       |           |                  |
| Eberwein 58’ Boyd 73’ | Marcatori | 83’ (rig.) Ademi |

| Arbitro: | Bokop |

|                |           |  |
| Bouhaddouz 52’ | Marcatori |  |

| Arbitro: | Gerach |

|                                          |           |                          |
| Steinhart 16’ (rig.) Mölders 54’ Bär 73’ | Marcatori | 10’ Bouhaddouz 68’ Ademi |

| Arbitro: | Alt |

|                |           |                                          |
| Bouhaddouz 26’ | Marcatori | 4’ Schnatterer 19’ Costly 81’ Martinovic |

| Arbitro: | Lechner |

|                    |           |  |
| Leopold 90’ (rig.) | Marcatori |  |

| Arbitro: | Haslberger |

|                                 |           |                      |
| Ademi 35’ Bouhaddouz 67’ (rig.) | Marcatori | 41’ Akono 57’ Petkov |

#### Girone di ritorno
| Arbitro: | Winter |

|                                                    |           |                                                                |
| Stoppelkamp 13’ Beermann 62’ (aut.) Bouhaddouz 71’ | Marcatori | 8’ Klaas 27’ Simakala 47’ Köhler 52’ Heider 81’ Kunze 90’ Higl |

| Arbitro: | Hildenbrand |

|  |           |                 |
|  | Marcatori | 55’ Stoppelkamp |

| Arbitro: | Speckner |

|                               |           |                                       |
| Bouhaddouz 74’, 80’ Ademi 88’ | Marcatori | 12’ Jacob 64’ Scheu 68’, 78’ Grimaldi |

| Arbitro: | Exner |

|  |           |                                                      |
|  | Marcatori | 9’ Itō 31’ Müller 45’ Krempicki 50’ Atik 85’ Brünker |

| Arbitro: | Hanslbauer |

|  |           |                |
|  | Marcatori | 62’ Bouhaddouz |

| Arbitro: | Schwengers |

|                |           |                                       |
| Stoppelkamp 8’ | Marcatori | 3’ (rig.), 51’ (rig.) Taz 66’ Njinmah |

| Arbitro: | Bokop |

|            |           |                                      |
| Pourié 72’ | Marcatori | 4’ Bouhaddouz 39’ (rig.) Stoppelkamp |

| Arbitro: | Oldhafer |

|                             |           |  |
| Stoppelkamp 21’ (rig.), 55’ | Marcatori |  |

| Arbitro: | Koslowski |

|                              |           |                |
| Consbruch 12’ Lauberbach 64’ | Marcatori | 90’ Fleckstein |

| Arbitro: | Müller |

|                       |           |  |
| Bakir 69’ Hettwer 71’ | Marcatori |  |

| Arbitro: | Kessel |

|                     |           |                     |
| Tankulić 45’ (rig.) | Marcatori | 48’ Bakir 80’ Ademi |

| Arbitro: | Kampka |

|  |           |              |
|  | Marcatori | 32’ Könnecke |

| Arbitro: | Reichel |

|                                           |           |           |
| Boyd 37’, 47’, 73’ Ritter 59’ Winkler 70’ | Marcatori | 86’ Pusch |

| Arbitro: | Exner |

|                          |           |          |
| Pusch 19’ Fleckstein 59’ | Marcatori | 25’ Huth |

| Arbitro: | Dankert |

|  |           |           |
|  | Marcatori | 55’ Pusch |

| Arbitro: | Schröder |

|  |           |                                                                      |
|  | Marcatori | 9’ Biankadi 20’ (rig.), 70’ Bär 22’ Lex 50’ Deichmann 66’ Greilinger |

| Arbitro: | Kessel |

|                                   |           |           |
| Seegert 8’ Kother 34’ Verlaat 44’ | Marcatori | 84’ Ajani |

| Arbitro: | Oldhafer |

|                |           |  |
| Stoppelkamp 5’ | Marcatori |  |

| Arbitro: | Kampka |

|               |           |                 |
| Berlinski 50’ | Marcatori | 33’ Stoppelkamp |

### Coppa Bassa Renania
| 6 aprile 2022, ore 19:30 CEST Quarti di finale | Bocholt | 0 – 2 | Duisburg |  |

| 27 aprile 2022, ore 19:30 CEST Semifinale | Straelen | 1 – 0 | Duisburg |  |

## Statistiche

### Statistiche di squadra
| Competizione        | Punti | In casa | In casa | In casa | In casa | In casa | In casa | In trasferta | In trasferta | In trasferta | In trasferta | In trasferta | In trasferta | Totale | Totale | Totale | Totale | Totale | Totale | DR  |
| Competizione        | Punti | G       | V       | N       | P       | Gf      | Gs      | G            | V            | N            | P            | Gf           | Gs           | G      | V      | N      | P      | Gf     | Gs     | DR  |
| ------------------- | ----- | ------- | ------- | ------- | ------- | ------- | ------- | ------------ | ------------ | ------------ | ------------ | ------------ | ------------ | ------ | ------ | ------ | ------ | ------ | ------ | --- |
| 3. Liga             | 42    | 18      | 7       | 2       | 9       | 25      | 37      | 18           | 6            | 1            | 11           | 21           | 34           | 36     | 13     | 3      | 20     | 46     | 71     | -25 |
| Coppa Bassa Renania | -     | 0       | 0       | 0       | 0       | 0       | 0       | 2            | 1            | 0            | 1            | 2            | 1            | 2      | 1      | 0      | 1      | 2      | 1      | +1  |
| Totale              | 42    | 18      | 7       | 2       | 9       | 25      | 37      | 20           | 7            | 1            | 12           | 23           | 35           | 38     | 14     | 3      | 21     | 48     | 72     | -24 |

### Andamento in campionato
| Giornata  | 1 | 2 | 3 | 4 | 5  | 6  | 7  | 8  | 9  | 10 | 11 | 12 | 13 | 14 | 15 | 16 | 17 | 18 | 19 | 20 | 21 | 22 | 23 | 24 | 25 | 26 | 27 | 28 | 29 | 30 | 31 | 32 | 33 | 34 | 35 | 36 | 37 | 38 |
| --------- | - | - | - | - | -- | -- | -- | -- | -- | -- | -- | -- | -- | -- | -- | -- | -- | -- | -- | -- | -- | -- | -- | -- | -- | -- | -- | -- | -- | -- | -- | -- | -- | -- | -- | -- | -- | -- |
| Luogo     | T | C | T | T | C  | T  | C  | T  | C  | T  | C  | T  | C  | T  | C  | T  | C  | T  | C  | C  | T  | C  | C  | T  | C  | T  | C  | T  | C  | T  | C  | T  | C  | T  | C  | T  | C  | T  |
| Risultato | V | V | P | P | P  | P  | V  |    | V  | P  | P  | P  | N  | P  | V  | P  | P  | P  | N  | P  | V  | P  | P  | V  | P  | V  |    | P  | V  | V  | P  | P  | V  | V  | P  | P  | V  | N  |
| Posizione | 5 | 2 | 5 | 8 | 12 | 13 | 11 | 13 | 10 | 13 | 16 | 16 | 16 | 17 | 15 | 15 | 17 | 16 | 16 | 17 | 16 | 17 | 17 | 16 | 16 | 16 | 16 | 16 | 15 | 15 | 15 | 15 | 15 | 13 | 15 | 15 | 15 | 15 |

Legenda:

Luogo: C = Casa; T = Trasferta. Risultato: V = Vittoria; N = Pareggio; P = Sconfitta.

### Statistiche dei giocatori
| O. Ademi         | 37 | 12 | 3  | 0 |
| M. Ajani         | 33 | 3  | 5  | 0 |
| M. Bakalorz      | 25 | 0  | 6  | 1 |
| A. Bakir         | 30 | 2  | 9  | 0 |
| A. Bouhaddouz    | 27 | 9  | 5  | 0 |
| M. Braune        | 0  | 0  | 0  | 0 |
| N. Bretschneider | 29 | 1  | 9  | 0 |
| J. Coppens       | 4  | 0  | 0  | 0 |
| C. Ekene         | 3  | 0  | 0  | 0 |
| R. Feltscher     | 28 | 0  | 10 | 0 |
| T. Fleckstein    | 20 | 2  | 3  | 0 |
| M. Frey          | 35 | 1  | 4  | 0 |
| V. Gembalies     | 21 | 0  | 5  | 0 |
| D. Ghindovean    | 11 | 0  | 3  | 0 |
| J. Hettwer       | 26 | 1  | 2  | 0 |
| C. Jander        | 10 | 0  | 1  | 0 |
| M. Knoll         | 19 | 0  | 4  | 0 |
| L. Kwadwo        | 27 | 0  | 8  | 0 |
| R. Ndualu        | 3  | 0  | 0  | 0 |
| L. Nikolai       | 0  | 0  | 0  | 0 |
| K. Pusch         | 31 | 4  | 8  | 0 |
| R. Schabbing     | 0  | 0  | 0  | 0 |
| D. Schmidt       | 1  | 0  | 0  | 0 |
| O. Steurer       | 23 | 1  | 4  | 0 |
| N. Stierlin      | 34 | 0  | 6  | 0 |
| M. Stoppelkamp   | 31 | 10 | 4  | 0 |
| S. Velkov        | 16 | 0  | 3  | 0 |
| D. Volkmer       | 3  | 0  | 0  | 0 |
| L. Weinkauf      | 35 | 0  | 1  | 1 |
| J. Yeboah        | 18 | 0  | 1  | 0 |